# 5 (专辑)
《5》是法国著名歌手艾莉婕的第五张录音室专辑。原定于2012年发行，最终在2013年3月25日由索尼音乐灌制发行。该专辑的名字和封面於2013年1月3日在明星学院揭晓。而本专辑的第一张单曲《因为秋天》在2012年7月4日发布。

## 背景
在2011年初，就有关于艾莉婕正在录制第五张专辑的传闻。一个月后，该传闻被证实，艾莉婕那时正与Alain Chamfort一起录制单曲"Clara veut la Lune"，该单曲于2012年4月29日发行。2012年2月1日至6日，艾莉婕参加了在里昂的Halle Tony Garnier礼堂举办的Enfoirés节目，并表演了"Le bal des Enfoirés"，那时该曲已售罄。她表示将在2012年春天通过Sony Music发布新专辑以重返乐坛。随后，索尼则表示该专辑有可能推迟到2012年秋天发布。

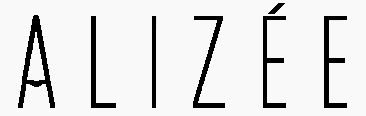
The new logo released with the new single in 2012.

在Alain Chamfort的专辑Elles & Lui发行期间，艾莉婕在Universal Music的电视线下（off TV）采访时承认她正在录制她的第五个录音室专辑。据艾莉婕所说，这张新专辑应该会“内省、有血有肉”，将代表她演艺生涯的自然延伸。近期，她透露说，在第五张专辑里转变了以往的风格，因为她想使这张专辑比第四张专辑去触及更多的观众，她将此称为“艺术化的和抽象的实验”。 
|          | 这张专辑将会很棒。我非常兴奋，我在录音室里工作的很努力，跟我一起工作的这些与众不同的创作者给了我实实在在的鼓舞，他们给了我难以置信的音轨和鼓点。它充满乐趣、让人兴奋，将会在今年晚些时候发行。 |
| ——艾莉婕 | |

2012年6月27日，艾莉婕在一次现场聊天中宣称这张新专辑的第一个单曲将在2012年6月28日发行，该曲的视频拍摄于2012年6月27日。 说的就是《因为秋天》（Á cause de l'automne）。艾莉婕还透露说，为了这张专辑，她曾和Jean-Jacques Goldman, BB Brunes和Thomas Boulard（一个法国摇滚乐队——"Luke"的歌手和吉他手）合作过。2013年1月30日，艾莉婕在MFM Radio宣称Goldman为这张专辑写了两首歌，但这两首歌将无法出现在最终的专辑里。
原定的发行日期是2012年10月1日，但是9月3日时艾莉婕和她的乐队宣称推迟几周。 9月14日，艾莉婕在脸书上确认说这张专辑将推迟到2013年初发行。2012年10月23日，她通过她在YouTube的官方渠道发布了一个传情视频，确认该专辑将在2013年上半年之内发行。12月5日，在她的VEVO官方渠道上，为《因为秋天》（ "À cause de l'automne"）发布了一个官方的视频，在《5》预发行的两天后，艾莉婕已经在法国和墨西哥挤进了iTunes的前200。2013年1月15日，艾莉婕发布了新专辑的封面照，并再次提出发行日期仍将推迟。最终的发行日期是2013年3月25日。

## 单曲
该专辑里面的第一个单曲《因为秋天》早在2012年6月28号法国时间17:00，就通过艾莉婕的官方网站上发行了。 这张单曲在2012年7月4日，也就是《我叫洛丽塔》发售12周年整时发布到法国的iTunes 。
2013年4月8日，艾莉婕在她的脸书主页上确认，该专辑的第二首单曲将是《我不介意》，具体的发行时间依然未定。2013年4月12日，Jive Epic发布了该专辑的艺术设计。
《在我包里》是从该专辑中抽出的第二首单曲，于2013年2月11日作为艾莉婕官网在线比赛的最终奖品发布。随后不久，这首歌便出现在了艾莉婕在Youtube的官方账户里。

## 曲目列表
歌曲目录：
| 曲序     | 曲目                                |                    | 作曲                               | 时长  |
| -------- | ----------------------------------- | ------------------ | ---------------------------------- | ----- |
| 1.       | A cause de l'automne（因为秋天）    | Thomas Boulard     | Pete Russell                       | 3:55  |
| 2.       | 10 ans（10年）                      | Thomas Boulard     | Thomas Boulard                     | 3:01  |
| 3.       | Je veux bien（我不介意）            | Christian Vié      | Fred Candeille, Chloé Clerc        | 3:39  |
| 4.       | Mon chevalier（我的骑士）           | Thomas Boulard     | Thomas Boulard                     | 3:04  |
| 5.       | Le dernier souffle（最后的呼吸）    | Séverin            | Séverin                            | 2:51  |
| 6.       | Boxing club（拳击俱乐部）           | Adrien Gallo       | Adrien Gallo                       | 2:54  |
| 7.       | Jeune fille（女孩）                 | Thomas Boulard     | Thomas Boulard                     | 2:34  |
| 8.       | La guerre en dentelle（蕾丝战争）   | Antoine Barrailler | Frédéric Large, Antoine Barrailler | 4:26  |
| 9.       | Si tu es un homme（如果你是个男人） | Olivier Volovitch  | Nicolas Chassagne                  | 4:34  |
| 10.      | Happy End（快乐结束）               | Thomas Boulard     | Franck Fossey                      | 3:36  |
| 11.      | Dans mon sac（在我的包里）          | Thomas Boulard     | Thomas Boulard                     | 2:38  |
| 总时长： | 总时长：                            | 总时长：           | 总时长：                           | 37:14 |